# Ezkio-Itsaso
Ezkio-Itsaso en basque ou Ezquioga-Ichaso en espagnol est une ancienne commune du Guipuscoa dans la communauté autonome du Pays basque en Espagne.
Il s'agit d'une commune rurale. Dans la décennie 1930, Ezkioga atteint une certaine réputation par des supposées apparitions de la Vierge Marie, qui amènent quelques troubles à l'époque. Ces apparitions ne sont pas reconnues comme « authentiques » par l'Église catholique.[réf. nécessaire]
En 1965, Ezkio-Itsaso naît de la fusion des communes d'Ezkio et d'Itsaso. En 2017, Ezkio et Itsaso se séparent pour devenir à nouveau deux municipalités distinctes.